# AirDrop
AirDrop és un servei ad-hoc d'Apple Inc. en els sistemes operatius macOS i iOS, presentat amb el sistema operatiu Mac OS X Lion (Mac OS X 10.7) i iOS 7. Aquest servei permet la transferència d'arxius entre ordinadors compatibles i dispositius iOS a través de Wi-Fi i Bluetooth, sense haver d'utilitzar el correu o un dispositiu d'emmagatzematge massiu.
Abans d'OS X Yosemite (OS X 10.10), i sota OS X Lion, Mountain Lion, i Mavericks (OS X 10.7-10.9, respectivament) el protocol AirDrop en macOS era diferent del protocol AirDrop d'iOS, i, per tant, els ods no eren operables entre si. No obstant això, OS X Yosemite i posteriors són compatibles amb el protocol iOS AirDrop, que s'utilitza per a la transferència entre un Mac i un dispositiu iOS, així com entre dos ordinadors Mac 2012 o posteriors, i utilitza tant Wi-Fi com Bluetooth. La manera heretada per a l'antic protocol AirDrop (que només utilitza Wi-Fi) entre dues computadores Mac de 2012 o anteriors també està disponible.
No hi ha cap restricció en la grandària de l'arxiu què AirDrop pot arribar a transferir.

## Rutina

### macOs
En equips Mac que tenen macOS 10.7 i superior, AirDrop està disponible a la barra lateral Finder. En equips Mac que executen OS X 10.8.1 o posteriors, també es pot accedir a través de l'opció de menú Anar → AirDrop o pressionant ⇧ Shift + ⌘ Cmd + R.
El Wi-Fi ha d'estar encès perquè AirDrop reconegui l'altre dispositiu, el qual també ha de tenir AirDrop seleccionat a la barra lateral de la finestra del Finder per poder transferir arxius. A més, els arxius no s'accepten automàticament; l'usuari receptor ha d'acceptar la transferència. Això es fa per millorar la seguretat i la privacitat.

### iOS
En iOS 7 i versions posteriors, es pot accedir a AirDrop a Configuració> General> AirDrop, o lliscant cap amunt la pantalla a través del Centre de Control. Tant el Wi-Fi com el Bluetooth s'encenen automàticament quan AirDrop està habilitat.
Opcions per controlar AirDrop davant els altres dispositius:
- Ningú pot veure dispositiu (AirDrop deshabilitat)
- Només els contactes poden veure el dispositiu
- Tots poden veure el dispositiu.

En iOS 7 o posteriors, si una aplicació implementa suport AirDrop, està disponible a través del botó "compartir". AirDrop també està subjecte a una sèrie de restriccions en iOS, com la impossibilitat de compartir música o vídeo des d'aplicacions natives.

## Limitacions de sistema

### Requeriments iOS (transferència entre dos dispositius iOS)
Amb iOS 7 o posteriors:
- iPhone: iPhone 5 o posteriors.
- iPad: (Quarta Generació) o posteriors.
- iPad Pro: iPad Pro (Primera Generació) o posteriors.
- iPad Mini: iPad Mini (Primera Generació) o posteriors.
- iPod Touch: iPod Touch (Cinquena Generació) o posteriors.

AirDrop es pot habilitar extraoficialment també en iPad (Tercera Generació). Tot i que no és compatible de manera predeterminada, AirDrop es pot habilitar fent jailbreaking al dispositiu i instal·lant "AirDrop Enabler 7.0+" des de Cydia, una aplicació de software per equips iOS per descarregar i instal·lar aplicacions de fora de la App Store oficial d'Apple Inc. Per tant, aquest procediment no és proporcionat per Apple.

### Requeriments macOS (transferència entre dos ordinadors Mac)
Amb Mac OS X Lion (10.7) o posterior:
- MacBook Pro (posterior a 2008) o superior, excloent el MacBook Pro (17 polzades, posterior a 2008).
- MacBook Air (posterior a 2010) o superior.
- MacBook (posterior a 2008) o superior, excloent a MacBook blanc (posterior a 2008)
- iMac (principis de 2009) o posterior
- Mac Mini (mitjans de 2010) o posterior
- Mac Pro (principis de 2009 amb la targeta AirPort Extreme, mitjans del 2010 o posterior).

### Requeriments macOS i iOS (transferència entre un Mac i un dispositiu iOS)
Per transferir arxius entre un Mac i un iPhone, iPad o iPod touch, els requisits mínims són els següents:
Amb OS X Yosemite (10.10) o posteriors:
- MacBook Air (mitjans de 2012) o posteriors
- MacBook Pro (mitjans de 2012) o posteriors
- iMac (mitjans de 2012) o posteriors
- Mac Mini (mitjans de 2012) o posteriors
- Mac Pro (mitjans de 2013) o posteriors

Amb iOS 8 o posteriors:
- iPhone: iPhone 5 o posteriors
- iPad: iPad (Quarta Generació) o posteriors
- iPad Pro: iPad Pro (Primera Generació) o posteriors
- iPad Mini: iPad Mini (Primera Generació) o posteriors
- iPod Touch: iPod Touch (Cinquena Generació) o posteriors

El Bluetooth i el Wi-Fi han d'estar activats per a dispositius Mac i iOS (no és necessari que tots dos dispositius estiguin connectats a la mateixa xarxa Wi-Fi).

## Seguretat i privadesa
AirDrop utilitza el xifrat TLS a través d'una connexió Wifi d'igual a igual creada per Apple per transferir arxius. Les ràdios Wi-Fi dels dispositius d'origen i destinació es comuniquen directament sense utilitzar connexió a internet o punt d'accés Wi-Fi.
En com a mínim una ocasió, està documentat que un usuari amb AirDrop configurat des de "Tots" va rebre imatges sexualment explícites no desitjades d'un estrany proper. El 13 d'agost de 2017, el New York Post va informar que com a mínim dues dones van rebre fotos de nus mentre viatjaven.